# Melissa Gonzalez
Cet article concerne une joueuse américaine de hockey sur gazon. Pour l'athlète colombienne, voir Melissa González.
Pour les articles homonymes, voir Gonzalez.
Melissa Ann Gonzalez, née le 24 janvier 1989 à Cortlandt, est une joueuse américaine de hockey sur gazon.

## Carrière
Avec l'équipe des États-Unis féminine de hockey sur gazon avec laquelle elle débute en 2010 au poste de milieu de terrain, Melissa Gonzalez dispute les Jeux olympiques d'été de 2012 et de 2016, terminant respectivement aux 12e et 5e places. Elle est médaillée d'or aux Jeux panaméricains de 2011 et de 2015, médaillée de bronze du Champions Trophy en 2016 et de la Coupe panaméricaine en 2017.
Elle prend sa retraite internationale en 2018, comptant un total de 241 sélections.